# Renate Schinze
Renate Schinze (* 1950) ist eine ehemalige Lehrerin und deutsche Biathlontrainerin sowie Autorin. Sie war die erste Biathlon-Bundestrainerin der Damen in Deutschland.

## Werdegang
Renate Schinze besuchte die Alte Landesschule in Korbach, wo sie 1969 die Abiturprüfung bestand. Sie studierte Physik, Pädagogik und Sport in Gießen und Köln sowie der Cortland University. Schinze ist Mitbegründerin des Skiinternats Willingen. Zunächst lehrte sie am Gymnasium Petrinum Brilon, seit 1980 war sie als Lehrerin an der Uplandschule.

## Trainerkarriere
Schinze ist als Biathlontrainerin Autodidaktin, sie baute in Willingen (Upland) ab dem Jahr 1986 die erste deutsche Trainingsgruppe für Frauenbiathlon auf, ihr gehörten zunächst Inga Kesper, Petra Schaaf und Martina Stede an. Alle drei waren schon im Langlauf aktiv, hatten aber noch keinerlei Schießerfahrung. Schinze war mit dem damaligen Schießtrainer der deutschen Biathleten, Rupert Plechaty (der Hauptfeldwebel Jürgen Seifert war Cheftrainer im Männerbiathlon), gut befreundet und bat ihn, ihr und ihrer Gruppe das Schießen in seinen Grundzügen beizubringen. Dazu fuhr Schinze mit ihren Athletinnen nach Ruhpolding, dort lernte sie gemeinsam mit ihren Schülerinnen in einem Lehrgang, an dem neben anderen auch Uschi Disl teilnahm, das Biathlonschießen kennen. Als Lehrerin an der Uplandschule, heute eine Eliteschule des Sports, konnte sie den Unterricht auf das Biathlon ausrichten. Zu Beginn nahm Schinze sämtliche Aufgaben der Betreuung selbst wahr, dazu zählten neben dem Beruf als Lehrerin sowohl das Training, die medizinisch-wissenschaftliche Betreuung, als auch die Technik wie zum Beispiel das Wachsen. Sie setzte durch, dass Frauen-Biathlon in die Sportförderung aufgenommen wurde, indem sie beharrlich auf das bereits erreichte Leistungsniveau verwies und darauf drängte, dass parallel zu den Männerwettbewerben auch Wettbewerbe für Frauen angesetzt wurden. Auch in der Öffentlichkeit rang Schinze um Anerkennung, so im Vorläufer der Sendung „heimspiel!“ beim hr-fernsehen beim Interview durch Jürgen Emig, in dem die Trainerin und ihre Mädchen durch den Moderator belächelt wurden.
Nachdem die deutschen Meisterschaften 1986 zum ersten Mal einen Damenwettbewerb im Programm hatten, bei dem jedoch die einzige Teilnehmerin die Australierin Helen Wills war, gewann 1987 eine von Schinze betreute Athletin den Titel bei den Damen. Die erste deutsche Meisterin war Martina Stede und stammte aus der Willinger Trainingsgruppe. Schinze erzielte danach mit ihren Athletinnen auch erste internationale Erfolge, als die von Schinze trainierten Biathletinnen an Biathlon-Juniorenweltmeisterschaften teilnahmen. In der Biathlon-Weltcup Saison 1987/88 gab es die ersten Podiumsplätze für deutsche Biathletinnen.
Fast einer Sensation gleich kam der Sieg von Petra Schaaf im 5 km Sprint bei den Biathlon-Weltmeisterschaften 1988, es war die erste Teilnahme für die von Schinze betreuten Damen. Die ersten Weltcup-Siege gab es in der Saison 1988/89, als erneut Schinzes Schützling Martina Stede am 26. Januar 1989 in Ruhpolding der Sieg im Einzel gelang, die Staffel mit Stede, Pieper und Schaaf war zuvor in Borowez schon siegreich gewesen. Dass Schaaf schon zwei Wochen später erneut Weltmeisterin wurde, diesmal im 15 km Einzel, dazu die Bronzemedaille für die Mannschaft (Kesper, Hörburger, Pieper, Schaaf) erzeugte ein erstes großes Medienecho für das Damenbiathlon. Weitere Medaillen kamen bei den Biathlon-Weltmeisterschaften 1990 hinzu, Bronze im Einzel durch Schaaf und Silber in der Mannschaft mit Schroll, Hörburger, Kesper, Schaaf.
Die Weltmeisterschaften 1990 in Oslo bedeuteten aber auch den Wende- und Schlusspunkt in Schinzes Trainerkarriere. Sie kündigte im Interview mit Waldemar Hartmann ihren Rücktritt als Bundestrainerin an, da sie Einmischungen von außen als nicht leistungsfördernd ansah.

„Es ist einfach so, dass zu viele von außen reinreden. Und wenn zu viele reinreden, dann geht meiner Meinung nach die Leistung absolut in den Keller. Und ich bin nun mal ein Typ, der unbedingt nach vorne will und unbedingt bei Olympia dabei sein will. Und wenn ich jetzt schon damit rechnen muss, dass also von Seiten von Eltern und von andern Trainern reingesprochen wird, dann brauch ich nicht weiter zu machen, dann habe ich keine Chance, bei Olympia ’92 dabei zu sein.“

Renate Schinze war Trainerin und Betreuerin bei den meisten Premierenerfolgen für das deutsche Damenbiathlon, die ersten nationalen Titel, die ersten Weltcup- und Weltmeisterschaftsmedaillen wurden während ihrer Amtszeit errungen. Bei Weltmeisterschaften gewannen von Schinze betreute Athletinnen zwei Gold-, eine Silber- sowie zwei Bronzemedaillen. Ihr Nachfolger wurde Uwe Müssiggang.

## Familie
Renate Schinze war mit Oswald Schinze, dem Entdecker des Skilangläufers Jochen Behle verheiratet. Ihr Mann war Cheftrainer des hessischen Skiverbandes und nahm zwischen 1964 und 1970 insgesamt sechsmal an der Vierschanzentournee teil. Sie ist Ehrenmitglied des SC Willingen. Nach ihrem Ausscheiden aus dem Schuldienst zum 1. Juli 2012 lebte die pensionierte Oberstudienrätin zunächst noch in Willingen, später zog die Familie nach Maintal um.

## Veröffentlichungen
- Renate Schinze: Erkenntnis: Auf der Suche nach Wirklichkeit und Wahrheit. Books on Demand 2019, ISBN 9783748123439
- Ursula Kessel, Renate Schinze: Schriftenreihe "BlickWinkel". Band 4. Meine Oma und ich und die Quantenphysik. Books on Demand 2021, ohne ISBN